# Giampaolo Urlando
Giampaolo Urlando oder Gian Paolo Urlando (* 7. Januar 1945 in Padua) ist ein ehemaliger italienischer Leichtathlet.
Der Hammerwerfer war 1967 sowie durchgehend von 1975 bis 1983 italienischer Meister. 1976 nahm er an den Olympischen Spielen in Montreal teil, schied jedoch in der Qualifikation aus. Bei den Europameisterschaften 1978 wurde er Achter. 1980 erreichte Urlando bei den Olympischen Spielen in Moskau den siebten Platz. 1981 wurde er beim Europacup Vierter und beim Weltcup Dritter. Bei den Europameisterschaften 1982 war er Elfter. 1983 nahm er an den ersten Weltmeisterschaften teil, schied aber in der Qualifikation aus. Bei den Olympischen Spielen 1984 in Los Angeles erreichte Urlando den vierten Platz. Allerdings wurde er bei der Dopingkontrolle positiv auf Testosteron getestet und disqualifiziert.